# Општина Александрија (Грчка)
Општина Александрија (грч. Δήμος Αλεξάνδρειας) је општина у Грчкој. По подацима из 2021. године број становника у општини је био 38.292. Административни центар је град Александрија.

## Насељена места
Општина Александрија је формирана 1. јануара 2011. године спајањем 4 некадашњих административних јединица: Александрија, Антигонидес, Мелики и Плати.
- Општинска јединица Александрија: Александрија, Големи Нишел, Камбохори, Лутрос, Неохори, Ниси, Пископи, Решани, Схинас.
- Општинска јединица Антигонидес: Кавасила, Калохори, Кефалохори, Ксехасмени, Рапсоманики, Ставрос, Стари Скилици.
- Општинска јединица Мелики: Мелики, Грисел, Кипсели, Неокастро, Нови Продромос, Продромос, Света Тројица, Трихлево.
- Општинска јединица Плати: Плати, Арахос, Клиди, Корифи, Лијановерги, Мали Алабор, Мали Нишел, Палеохора, Платанос, Прасинада, Трикала.

## Становништво
| 2011.  | 2021.  |
| ------ | ------ |
| 41.570 | 38,292 |